# Trekstoot
Trekstoot is een hoorspel van Ingrid Malzer. Rückzieher werd op 15 november 1979 door de Hessischer Rundfunk uitgezonden. Otto Dijk vertaalde het en de NCRV zond het uit op woensdag 9 juni 1982. De regisseur was Ab van Eyk. Het hoorspel duurde 18 minuten.

## Rolbezetting
- Lou Landré (Reinder)
- Mariëlle Fiolet (Loesje)

## Inhoud
Reinder is een succesvolle, dynamische graficus in een reclamebureau en hij leeft in welgeordende omstandigheden. In zijn verzorgde woning past zijn verzorgde vrouw Loesje zich goed in. Zithoek met kussens en vast tapijt, beroep en privé-leven zijn harmonisch op elkaar afgestemd… Maar onverwachts laat Liesje eigen klanken horen. Slechts een dissonant of reeds een uitbraakpoging? Door de zachte aanpak van een omarming ziet Loesje zich evenwel snel binnenboord gehaald. De harmonie lijkt weer hersteld...